# Thủ cung sa
Thủ cung sa (Trung quốc: 守宮沙) được biết đến trong truyền thuyết Trung Quốc,  là dấu vết màu đỏ để chứng tỏ người con gái còn trinh tiết. Thủ cung vốn là một giống tắc kè (thạch sùng, còn có tên là yển đình, tích dịch) được nuôi bằng 7 cân chu sa khiến thân thể có màu đỏ. Giã nát thủ cung bằng chày, được một chất nước đỏ như son, chấm vết son vào cánh tay trái con gái, cách vai khoảng một tấc, nếu chưa thất thân thì vết này còn mãi không phai.
Sách "Bác vật chí" thời nhà Tấn còn ghi chép rõ nguồn gốc và cách bào chế thủ cung sa như sau: Người ta dùng chu sa nuôi thạch sùng, cơ thể thạch sùng sẽ dần dần biến thành màu đỏ. Sau khi thạch sùng đã ăn đủ 7 cân chu sa, người ta giết chúng rồi xay nhỏ, được một thứ nước màu đỏ. Dùng thứ nước này chấm vào cơ thể người con gái thì nó sẽ tạo thành một vết son đỏ tươi và không bao giờ biến mất cho đến khi  có quan hệ chăn gối. Vết son đó được gọi là thủ cung sa. Có sách nói rằng, thủ cung sa là một vết màu đỏ tự nhiên xuất hiện dưới móng thứ tư của chân thạch sùng, màu sắc giống hệt với chu sa, hình dáng chỉ bằng một hạt cát. Phải sử dụng loại thủ cung sa tự nhiên này mới có thể kiểm tra được trinh tiết của phụ nữ. Ngoài ra nó còn có tác dụng chữa bệnh co giật ở trẻ em.
Lại có sách nói, muốn bào chế thủ cung sa thì phải bắt được thạch sùng đang lúc nó giao hợp, đập chết, xay nhỏ rồi bỏ thêm một thứ "phụ gia" là chu sa, sau đó chấm lên tay người con gái…
Rất nhiều danh y Trung Hoa cổ đại cũng nhắc tới thủ cung sa và cách bào chế. Danh y thời nhà Lương là Lục Hoành Cảnh từng nói: "Thạch sùng thích bò men theo các tường rào hoặc tường nhà, bắt lấy rồi dùng chu sa để nuôi, sau khi cho ăn đủ 3 cân chu sa thì đem thạch sùng giết đi, tán thành nước dùng bôi lên người phụ nữ. Nếu như người nào sau đó có chuyện chăn gối thì dấu đỏ này sẽ mất đi, còn nếu như không có chuyện chăn gối thì vết đỏ đó sẽ biến thành một nốt ruồi màu đỏ, không bao giờ biến mất".
Theo sách "Bác vật chí", thủ cung sa là một bí thuật lưu truyền trong giang hồ, nhưng lần đầu tiên nó được sử dụng lại là trong hậu cung của Hán Vũ đế. Hậu cung có quá nhiều mỹ nữ nhưng chỉ có một người đàn ông duy nhất, rất khó tránh việc phi tần tìm cách ngoại tình. Hoàng đế vì chuyện này mà cảm thấy rất đau đầu, cho rằng việc kiểm soát các phi tần và cung nữ không thể dựa hoàn toàn vào bọn thái giám bởi việc gì có người quản tức việc đó có gian lận. Đem chuyện khó nghĩ với một đại thần, vua được hiến kế rằng, chi bằng dùng một thứ đánh dấu có thể tồn tại hoặc mất đi để khiến các cung nữ sợ hãi mà không dám làm điều gì trái luật. Lấy thứ gì để có thể đánh dấu được? Đó chính là thủ cung sa.
Mặc dù câu chuyện trong "Bác vật chí" không hề nói rõ thủ cung sa công hiệu tới mức nào, song các triều đình phong kiến từ Hán trở về sau đều sử chấm thủ cung sa lên người các mỹ nữ được tuyển vào cung để sử dụng làm tiêu chí kiểm tra sự trong trắng của họ. Khi thứ thuốc bí truyền này xuất hiện trong dân gian, nó còn được lưu truyền rộng rãi hơn nhiều. Chính vì vậy, người Trung Quốc dường như không ai không biết tới thủ cung sa. Dựa vào các sử liệu, việc sử dụng thủ cung sa để kiểm tra trinh tiết bắt đầu lan truyền rộng rãi từ thời Tống, khi những quan niệm khắt khe về đức hạnh phụ nữ phát triển mạnh mẽ.

## Tóm tắt
Dù họ không biết thủ cung sa có hiệu nghiệm thực hay không, song họ vẫn cố gắng bằng mọi cách để giữ cho dấu thủ cung sa trên tay của mình không mất đi. Bởi dấu đỏ ấy dù có linh nghiệm hay không, nó cũng đại diện cho sự trong sạch của họ. Nói cách khác, thủ cung sa thực chất chỉ là một cái vòng kim cô mà những người đàn ông sống trong xã hội phong kiến nghĩ ra để bắt những người phụ nữ của họ phải phục tùng và chung thủy với mình.